# آنخل لافرارا
آنخل لافرارا (انگلیسی: Ángel Laferrara؛ زادهٔ ۲۷ مارس ۱۹۱۷) بازیکن فوتبال اهل آرژانتین است.
از باشگاه‌هایی که در آن بازی کرده‌است می‌توان به باشگاه فوتبال استودیانتس اشاره کرد.
وی همچنین در تیم ملی فوتبال آرژانتین بازی کرده‌است.